# Aspermia
L'aspermia è la mancanza completa di sperma. Deve essere distinta dall'azoospermia, in cui nel liquido seminale mancano gli spermatozoi.
È naturalmente causa di infertilità.

## Eziologia
Una delle cause di aspermia è l'eiaculazione retrograda, che può risultare dall'abuso di droga o da un intervento di chirurgia prostatica.
Un'altra causa di aspermia è l'ostruzione del dotto eiaculatore.